# Brasserie de Saint-Sylvestre
Brasserie de Saint-Sylvestre é uma cervejaria francesa com sede na cidade de Saint-Sylvestre-Cappel, na região de Nord-Pas-de-Calais.
É considerada uma das mais antigas da França, por existirem documentos que registram que no local onde esta instalada a atual fábrica, já se produzia cerveja no início do século XVII. A empresa registra o início da produção como sendo na década de 1860.

Entre sua produção, possui cervejas do tipo "Old ale" e sua principal marca é a "3 Monts". Também comercializa as marcas "Bière Nouvelle", "Gavroche" e "Monts Grande Réserve".

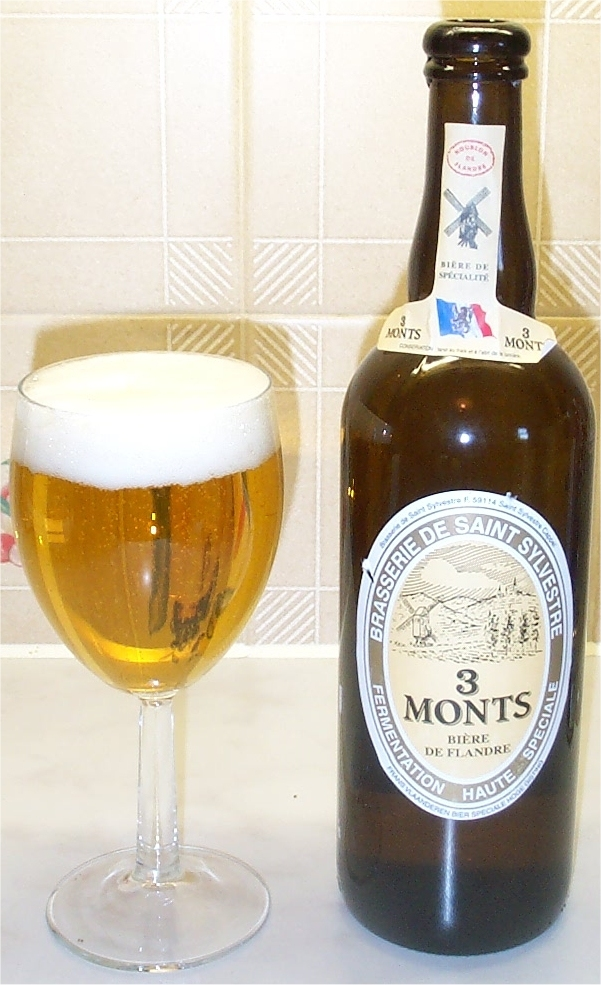
3 Monts, principal marca da cervejaria
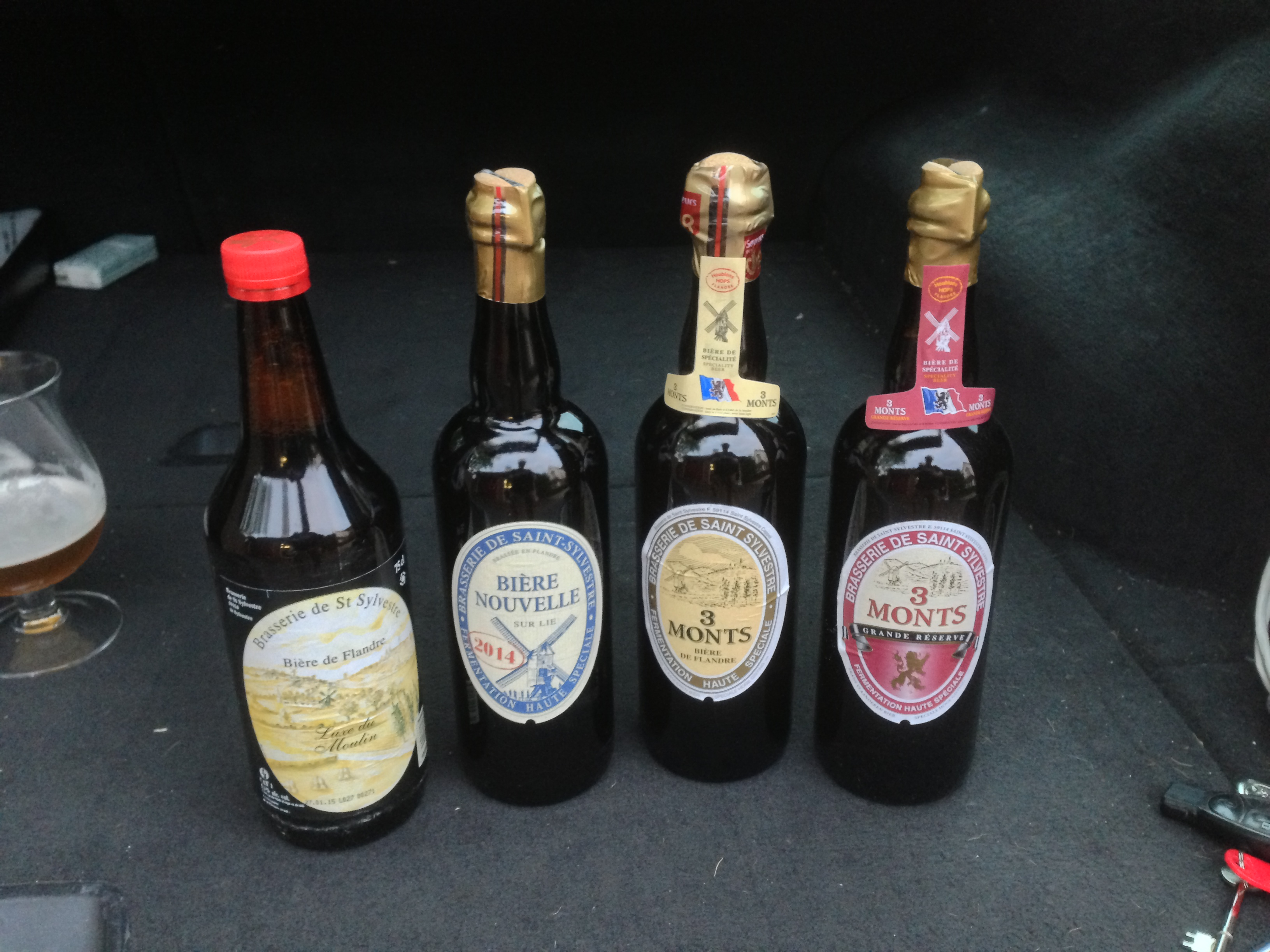
Outras marcas e variedades da Brasserie de Saint-Sylvestre